# 三晋
三晋（さんしん）は、戦国時代の中国における趙・魏・韓の三国の総称。後に山西省の別称となった。
春秋時代末期、晋は趙・魏・韓の3国に分割された（三家分晋）。『戦国策』『史記』『資治通鑑』などでは、この趙・魏・韓の3国を晋の後継国家と見なし、三晋と総称している。
その後、三晋は地名として用いられ、趙・魏・韓の故地を表すようになった。